# Катастрофа Boeing 747 в Амстердаме
Катастрофа Boeing 747 в Амстердаме, также известная как Бейлмерская катастрофа (нидерл. Bijlmerramp) — авиационная катастрофа, произошедшая в воскресенье 4 октября 1992 года. Грузовой самолёт Boeing 747-258F авиакомпании El Al совершал плановый межконтинентальный рейс LY 1862 по маршруту Нью-Йорк — Амстердам — Тель-Авив, но через 6 минут после вылета из Амстердама лишился обоих правых двигателей (№ 3 и № 4). Экипаж развернул самолёт и пытался посадить его в аэропорту Амстердама, но во время захода на посадку лайнер опрокинулся и рухнул на жилой комплекс «Груневен» (нидерл. Groeneveen), в котором проживало около 2000 жителей. В катастрофе погибли 43 человека — все 4 человека на борту самолёта (3 пилота и 1 пассажир) и 39 человек на земле, ещё 26 человек на земле получили ранения (15 были легко ранены, 11 — тяжело).
Точное число погибших подвергалось сомнениям, поскольку в «Груневене» проживало много нелегальных иммигрантов.

## Самолёт

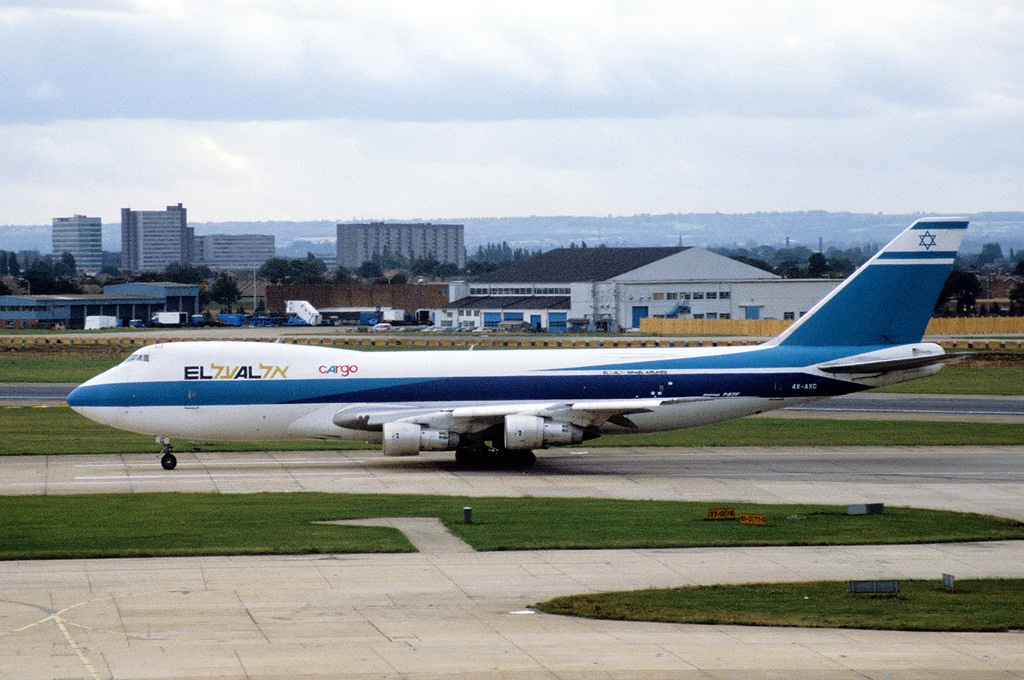
Разбившийся самолёт в 1981 году

Boeing 747-258F (регистрационный номер 4X-AXG, заводской 21737, серийный 362) был выпущен в 1979 году (первый полёт совершил 7 марта). 19 марта того же года был передан авиакомпании El Al. Оснащён четырьмя двухконтурными турбовентиляторными двигателями Pratt & Whitney JT9D-7J. На день катастрофы 13-летний авиалайнер совершил 10 107 циклов «взлёт-посадка» и налетал 45 746 часов.

## Экипаж
Состав экипажа рейса LY 1862 был таким:
- Командир воздушного судна (КВС) — 59-летний Ицхак Фукс (англ. Yitzhak Fuchs, ивр. יצחק פוקס‎). Пилот-ветеран ВВС Израиля, проработал в авиакомпании El Al 28 лет и 2 месяца (со 2 августа 1964 года). Управлял самолётами Douglas DC-3 и Boeing 707. В должности командира Boeing 747 — со 2 июля 1981 года. Налетал свыше 25 000 часов, свыше 9500 из них на Boeing 747.
- Второй пилот — 32-летний Арнон Охад (англ. Arnon Ohad, ивр. ארנון אוהד‎). Опытный пилот, проработал в авиакомпании El Al 10 месяцев (с 17 ноября 1991 года). Управлял самолётами IAI 1A-1124, IAI 101, Beechcraft C12D и Boeing 707. В должности второго пилота Boeing 747 — с 31 марта 1992 года. Налетал 4288 часов, 612 из них — на Boeing 747.
- Бортинженер — 61-летний Гедалья Софер (англ. Gedalya Sofer, ивр. גדליה סופר‎). Проработал в авиакомпании El Al 37 лет и 3 месяца (с 19 июня 1955 года). Управлял самолётом Boeing 707. В должности бортинженера Boeing 747 — с 25 ноября 1971 года. Налетал свыше 26 000 часов, свыше 15 000 из них на Boeing 747.

Кроме экипажа, на борту самолёта находилась 23-летняя пассажирка Анат Соломон (англ. Anat Solomon, ивр. ענת סלומון‎), девушка сотрудника службы безопасности авиакомпании El Al Ицика Леви (англ. Itzik Levi, ивр. איציק לוי‎), который намеревался вылететь вслед за ней следующим рейсом той же авиакомпании El Al.

## Хронология событий

### Предшествующие обстоятельства
4 октября 1992 года самолёт Boeing 747-258F борт 4X-AXG совершал рейс LY 1862 из Нью-Йорка в Тель-Авив с промежуточной посадкой в Амстердаме, совершённой в 14:40. В 15:00 началась дозагрузка лайнера для полёта в Тель-Авив, которую осуществлял Джерри Плеттенберг (англ. Jerry Plettenberg). Масса груза составляла 114,7 тонны, из которых около 6,5 тонн были помечены как «опасный груз» (в частности, в него входили 190 литров диметил-метилфосфоната). В ходе дозаправки в топливные баки были залиты 74 200 литров авиатоплива, что довело суммарную массу авиатоплива на борту самолёта до 72 тонн. После дозаправки и проведения проверки на безопасность экипаж, прибывший ещё более ранним рейсом авиакомпании El Al (Тель-Авив — Лондон — Амстердам) и имевший 20 часов отдыха перед следующим рейсом, приступил к предполётной проверке. Взлётная масса самолёта составляла 338,3 тонны при максимально разрешённой в 359,3 тонны. Погодные условия были оптимальными: в тот вечер было ясно и тепло, видимость достигала 15 километров, а турбулентности почти не было.

### Вылет, отрыв двигателей

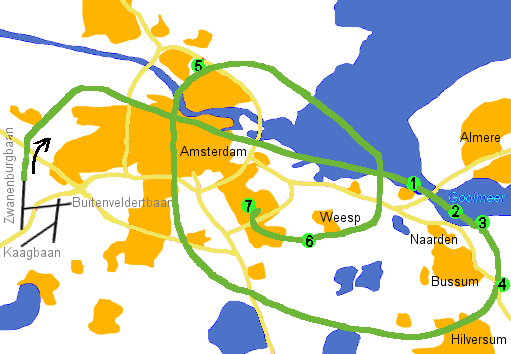
Схема полёта рейса 1862

Вылет рейса LY 1862 был назначен на 17:30, но произошла задержка, из-за которой взлёт был отложен формально до 18:20. В 18:00 все 4 двигателя самолёта были запущены, в 18:04 командир запросил буксировку и в 18:14 начал руление. В 18:21 рейс LY 1862 вылетел из амстердамского аэропорта Схипхол с ВПП № 01L; взлёт осуществлялся вторым пилотом в северном направлении. После взлёта самолёт повернул вправо и взял курс на юго-восток (курсы 124,87°; 121,2° и 118,4° последовательно), набирая высоту над жилыми кварталами Амстердама.
В 18:27:30, когда самолёт находился на высоте 1950 метров и пролетал над озером Гоймер, раздался звук, похожий на взрыв. Приборы на панели бортинженера показали, что вышли из строя оба правых двигателя (№ 3 и № 4), однако в реальности оба двигателя оторвались от крыла, сильно повредив закрылки (предохранители в механизмах удерживания двигателей сломались из-за микроскопических трещин); двигатель № 3, оторвавшись от крыла, вылетел вперёд и затем ударился об двигатель № 4, заодно оторвав часть крыла длиной 10 метров. Громкий шум привлёк внимание рыбаков на озере, которые оповестили Береговую охрану Нидерландов о двух объектах, упавших с неба; один из свидетелей по ошибке принял оба двигателя за парашютистов; ещё один свидетель сообщил о вспышке над правым крылом.
В 18:27:56 второй пилот передал авиадиспетчеру аэропорта Схипхол сигнал бедствия («Mayday») и сообщил, что необходимо срочно вернуться в аэропорт. КВС взял управление самолётом на себя, в то время как второй пилот стал вести переговоры с диспетчером. Первоначально в 18:28:17 он сообщил о возгорании в двигателе № 3, но уже в 18:28:45 передал о выходе из строя обоих двигателей: El Al 1862, вышли из строя двигатели номер 3 и номер 4, вышли из строя двигатели номер 3 и номер 4 (англ. El Al 1862, lost number three and number four engine, number three and number four engine).
Диспетчеры не знали точной причины сигнала бедствия и спросили экипаж о необходимости возвращения в Схипхол, а после получения от экипажа утвердительного ответа дали ему команду взять курс 260° для возвращения в Схипхол, скорректировав его позже до 270°; впрочем, никто не знал об истинном состоянии дел: экипаж не мог разглядеть двигатели непосредственно из кабины. Для приземления в аэропорту Схипхол номинально использовалась ВПП № 06, но экипаж рейса 1862 запросил самую длинную из ВПП — № 27 в западном направлении, несмотря на то, что северо-восточный ветер, дувший со скоростью 38 км/ч, создал бы им помехи при аварийной посадке. Диспетчеры тем временем вызвали в аэропорт пожарную бригаду.

### Катастрофа

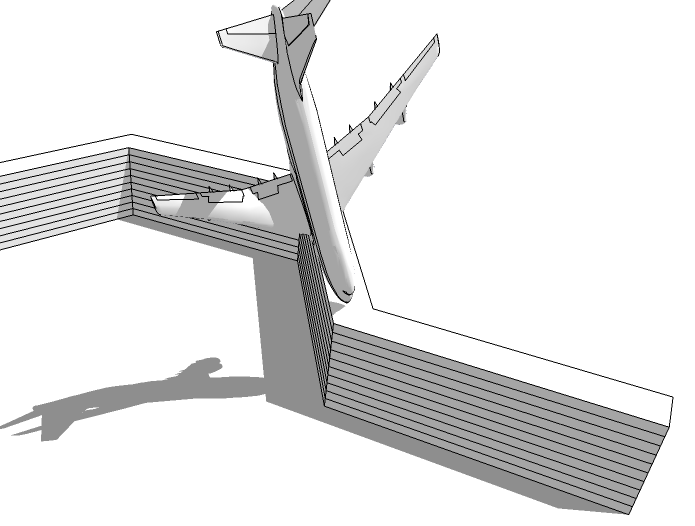
Примерное положение самолёта перед падением на жилой комплекс

Самолёт находился достаточно высоко над землёй, когда командир начал выполнять заход на посадку и сделал второй разворот, первоначально взяв курс 100° и позже, без корректировки диспетчера, изменив его на 120°; на эти манипуляции экипажу понадобилось около 30 секунд. Чтобы экипаж не пропустил момент для посадки, диспетчер дал им команду совершить ещё один разворот, взяв курс 290°, а ещё через 20 секунд дал команду взять курс 310° и снизиться до 457 метров. Но в 18:35:03 пилоты, поднимая нос самолёта и снижаясь на нужную высоту, сообщили о серьёзных проблемах с управлением — вся гидравлическая система вышла из строя, что вызвало резкий и неуправляемый крен самолёта вправо под углом 90° и переход в пикирование. Подъёмная сила на повреждённом правом крыле была слишком маленькой, и у пилотов не было шансов осуществить безопасную посадку самолёта. В 18:35:25 второй пилот передал авиадиспетчерам сообщение, ставшее последним с борта рейса 1862: Падаем, 1862, падаем, падаем, повторяю, падаем! (англ. Going down, 1862, going down, going down, copied, going down!); при этом на заднем плане было слышно, как КВС на иврите приказывал второму пилоту и бортинженеру выпустить шасси и поднять закрылки.
С высоты 760 метров самолёт, находившийся в 13 километрах от аэропорта Схипхол, начал падать в сторону 11-этажного жилого комплекса «Груневен» (нидерл. Groeneveen) над кварталом, располагавшегося в одном здании с жилым комплексом «Клейн-Крюйтберг» (нидерл. Klein-Kruitberg); нос самолёта в момент падения находился под углом 70° по отношению к земле, а крен вправо достиг 90°. В 18:35:42 рейс LY 1862 врезался в крышу комплекса «Груневен» в точке его стыка с «Клейн-Крюйтбергом», разрушив 31 квартиру на 11 этажах, взорвался и полностью разрушился. Обломки самолёта были разбросаны по площади 400×600 метров. Кабина пилотов упала около восточной стороны здания между комплексом и 53-й линией Амстердамского метрополитена, хвостовая часть в результате взрыва полностью разрушилась. Диспетчеры из восточной части аэропорта безуспешно пытались связаться с самолётом в последние секунды полёта, однако с диспетчерской вышки они хорошо видели его падение. В 18:35:45 один из диспетчеров, видевших взрыв, сказал: Всё кончено (нидерл. Het is gebeurd).

### Спасательная операция
Пожарные команды и машины скорой помощи отправились в район в 1,5 километрах к западу от Веспа, но ещё раньше двое полицейских объявили тревогу, когда увидели пожар. Первые машины подъехали уже через несколько минут, больницы стали готовиться к принятию пострадавших и опознанию погибших. В «Груневене» проживало много выходцев из Суринама и Арубы, но масштаб катастрофы не мог позволить подсчитать точное число погибших и раненых, так как многие проживали там нелегально. С улицы Флирбосдреф сообщили о крупном пожаре, охватившем 11 этажей жилого комплекса шириной 120 метров и длиной с футбольное поле. В точке, куда врезался самолёт, не выжил почти никто, кроме тех, кто успел убежать из попавших под огонь квартир. Некоторые жители комплекса вынуждены были выпрыгивать из окон, чтобы спастись от пожара; те, кто не пострадал, но видел катастрофу, бросились на помощь в горящую часть дома, где выламывали двери и эвакуировали жителей, находившихся в опасности. Сотни людей остались без крыши над головой и городские автобусы вынуждены были доставлять выживших в специальные убежища и приюты. Пожарным и полицейским пришлось бороться также против мародёров.
На следующий день место катастрофы посетили королева Нидерландов Беатрикс и премьер-министр Нидерландов Рууд Любберс, который заявил о том, что катастрофа потрясла всю страну. Останки погибших и следы разрушения потом были вывезены с места падения самолёта: в частности, на месте катастрофы находились обломки кабины пилотов, части крыльев и оба левых двигателя (№ 1 и № 2), которые на момент катастрофы были исправными. Оторвавшиеся двигатели № 3 и № 4 были найдены спустя некоторое время в озере Гоймер вместе с участком правого крыла и отправлены следователям для дальнейшего изучения. На месте катастрофы был найден также параметрический самописец, однако из-за серьёзных повреждений его пришлось отправить на экспертизу и восстановление в штаб-квартиру американского Национального совета по безопасности на транспорте (NTSB), сотрудникам которого удалось расшифровать его данные. Речевой самописец так и не был найден, несмотря на заверения авиакомпании El Al, что он был установлен на борту самолёта; по мнению следователей, самописец мог быть украден.

## Погибшие и раненые
По официальным данным, в катастрофе рейса LY 1862 погибли 43 человека — 4 на борту самолёта (все 3 пилота и 1 пассажирка) и 39 на земле; ещё 26 человек на земле получили травмы и ожоги разной степени тяжести (11 из них были доставлены в госпиталь в критическом состоянии). Полиция же изначально предполагала, что число жертв составило более 200 человек, а мэр Амстердама Эд ван Тин говорил о более чем 240 пропавших без вести. Среди общественности ходили слухи, что число погибших было занижено, поскольку в жилом комплексе «Груневен» проживало много нелегальных мигрантов из Ганы и Суринама. Ганская община заявила, что в тот день погибли многие мигранты, которые не имели официальных документов и не значились в числе жителей комплекса, однако расследование установило, что многие зарегистрированные мигранты из Ганы и Суринама де-факто не проживали в «Груневене», и следствие опровергло заявления о нескольких сотнях жертв.

### Проблемы со здоровьем у выживших
Всем выжившим жителям «Груневена» и обслуживающему персоналу была предоставлена психологическая помощь. Спустя год пострадавшие стали жаловаться врачам на бессонницу, хронические респираторные заболевания, общую боль и дискомфорт, импотенцию и проблемы с кишечником. У 67 % пациентов обнаружили микоплазму и синдром, схожий с синдромом хронической усталости или синдромом войны в Персидском заливе (хронической многосимптомной болезни). Отчёт от 30 сентября 1998 года показывал, что около 300 пострадавших в результате катастрофы рейса 1862 имели подобные проблемы со здоровьем. Чиновники министерств транспорта, здравоохранения Нидерландов и Правительства Нидерландов уверяли, что груз на борту разбившегося самолёта не был опасным для здоровья. В частности, министр здравоохранения Нидерландов Эльс Борст утверждала, что никаких высокотоксичных, опасных или радиоактивных материалов на борту самолёта не было. Однако в октябре 1993 года центр исследования ядерной энергетики Лака выяснил, что в хвостовой части самолёта находились 282 килограмма обеднённого урана в качестве балласта. Такой балласт присутствовал на бортах многих моделей Boeing 747 того времени, но во время спасательной операции об этом никто не был предупреждён. По данным исследовательского центра в Петтене, попадание в атмосферу урана и угроза для здоровья пострадавших исключались, поскольку температура плавления обеднённого урана была намного выше, чем температура воспламенения керосина.
С мая 1998 года Академический медицинский центр стал проводить исследования симптомов у выживших и установил, что в некоторых случаях аутоиммунные заболевания, возникшие у пациентов, действительно могли быть связаны с катастрофой рейса 1862. Однако 22 апреля 1999 года в заключении по факту проведённых исследований центр «Лака» признал массовое отравление ураном среди гражданских лиц и спасателей маловероятным, отметив при этом, что нельзя исключать, что причиной возникновения некоторых серьёзных заболеваний стало вдыхание пострадавшими частиц оксида урана. Исследование Национального института общественного здравоохранения и окружающей среды в 2006 году выявило, что риск возникновения рака у выживших в катастрофе был настолько же маловероятен, как и риск отравления ураном (1 или 2 случая на 10 000).

## Расследование
Расследование причин катастрофы рейса LY 1862 проводил Совет по безопасности Нидерландов (DSB) (англ. Nederlands Aviation Safety Board, нидерл. Raad voor de Luchtvaart); следственную группу возглавлял Франс Эрхарт (нидерл. Frans Erhart). 

### Первые версии
Одними из первых рассматриваемых версий катастрофы были версии о столкновении с птицами и теракте. На обломках левого крыла были обнаружены птичьи перья, которые, по заключению Зоологического института Амстердамского университета, принадлежали голубям, однако следов попадания голубей в двигатели обнаружено не было. При изучении версии теракта рассматривались разные сценарии, в связи с чем велась не только проверка груза, но и двигателей на предметы характерных для взрыва бомбы следов.

### Изучение двигателей
Двигатели № 3 и № 4 были обнаружены по случайности: сотрудник сыскной полиции Амстердама Ян Касперс (нидерл. Jan Kaspers), который отдыхал с другом на яхте на озере Гоймер (в 10 километрах к востоку от центра Амстердама), услышал грохот и, выбежав на палубу, увидел в небе пролетающий самолёт и два больших предмета, отделившихся от него; по мере приближения предметов к земле он распознал в них двигатели. К озеру была направлена команда ныряльщиков, которая обнаружила правый внешний двигатель (№ 4) с креплениями и десятиметровую кромку правого крыла. Двигатель был сразу отправлен в лабораторию и в течение 2 дней обследовался на наличие следов взрывчатки и характерной для взрывов точечной коррозии, однако они не были обнаружены; кроме того, внутренние обследования показали, что двигатель был полностью исправен, если не считать повреждений, нанесённых в результате падения двигателя в озеро.
Позже в озере Гоймер был найден правый внутренний двигатель (№ 3), на котором также сохранились крепления. Как и в случае с двигателем № 4, на нём не было найдено следов взрывчатых веществ и точечной коррозии, и в целом двигатель также оказался исправным, а бо́льшая часть повреждений была нанесена уже в момент столкновения двигателя с водой. После этого заключения следствие окончательно исключило версии теракта и столкновения самолёта со стаей птиц, занявшись изучением версии о технической неисправности. Внимание следствия было приковано к повреждениям кронштейна на двигателе № 3 и механизму отрыва двигателя — он срабатывал на самолётах Boeing 747 в случае, если в двигателе возникали серьёзные проблемы (как правило, ломались специальные предохранители, закреплявшие двигатель, и позволяли его сбросить на землю без вреда для систем самолёта). Вероятность того, что предохранители могли выйти из строя одновременно на обоих двигателях, была крайне мала. Следователи выдвинули 9 возможных сценариев отрыва двигателя с креплениями от крыла.

### Поиски бортовых самописцев
Расследование затруднилось распоряжением мэра Амстердама очистить место катастрофы в ответ на просьбы общественности, которая настаивала на скорейшем захоронении тел погибших. Поиски бортовых самописцев следователи продолжали на городской свалке Амстердама, и через 3 дня ими был найден параметрический самописец, однако он был в очень плохом состоянии — его корпус был повреждён вследствие мощной ударной волны, вызванной падением самолёта на землю и столкновением со зданием; самописец также пострадал не только из-за сильного воздействия огня в результате пожара, но и из-за проникновения внутрь воды, которой тушили пожар. Часть электроники внутри самописца обгорела, а плёнка с полётными данными была порвана в четырёх местах. Первоначальное изучение плёнки нидерландскими специалистами не привело к большим успехам, так как записи о последних двух с половиной минутах полёта не поддавались расшифровке. Вследствие этого нидерландские следователи решили обратиться за помощью к американскому Национальному совету по безопасности на транспорте (NTSB) и отправили самописец в Вашингтон на экспертизу, вскоре получив долгожданные результаты. Однако расследование осложнялось также и тем, что речевой самописец, находившийся на борту самолёта, так и не был найден. Информация о переговорах экипажа с диспетчерами, начиная с момента отрыва двигателей и заканчивая катастрофой и реакцией диспетчеров на неё, была доступна только благодаря записям продолжительностью 8 минут и 28 секунд, сделанным в аэропорту Схипхол.
Причины того, почему следователи так и не обнаружили речевой самописец, расходятся. По одной версии, самописец действительно был установлен на борту разбившегося самолёта, однако в разгар операции по тушению пожара и спасению пострадавших он был украден мародёрами. По другой версии, которую предлагал бывший сотрудник «Моссада» Виктор Островский, на самолётах, перевозивших опасный груз, никогда не ставились речевые самописцы, и это было вполне обыденным делом для авиакомпании El Al — Израиль не ратифицировал международное обязательство, по которому абсолютно на любой коммерческий самолёт должны были устанавливаться речевые самописцы. В другом интервью Островский заявлял, что речевой самописец могли забрать с места катастрофы сотрудники «Моссада».

### «Люди в белых комбинезонах»
В 1998 году газеты «Trouw» и «De Groene Amsterdammer» заявили, что на следующее утро после катастрофы на месте падения самолёта появились некие странные люди в белых комбинезонах, не говорившие на нидерландском и что-то искавшие среди обломков самолёта, вследствие чего нидерландской полицией было начато расследование. Газета «Algemeen Dagblad» утверждала, что всех их доставили на вертолёте, однако данные по прибытию вертолётов, которые обязан был зафиксировать аэропорт Схипхол, якобы были уничтожены. По показаниям местных жителей, включая сотрудников бригады скорой помощи и пожарных команд, подобных неизвестных лиц было от 6 до 10. Агентство «Associated Press» распространило информацию от полицейских о том, что незнакомцы представились сотрудниками израильских спецслужб и на английском потребовали пропустить их к обломкам самолёта, однако им отказали, а при попытке ворваться в полицейскую машину «израильтяне» подрались с полицейскими. Пресса предположила, что эти люди пытались отыскать пресловутый опасный груз, который был на борту. По предварительной версии следствия, в белых комбинезонах могли работать сотрудники службы здравоохранения Амстердама, однако её не приняли и потребовали продолжить расследование. Только в августе 2009 года было окончательно установлено, что «Людьми в белых комбинезонах» были сотрудники Муниципальной службы по надзору за окружающей средой и строительством, которые экстренно прибыли на место катастрофы, чтобы провести необходимые измерения и взять пробы.

### Анализ груза
По предварительным данным, на борту рейса LY 1862 находились фрукты, парфюмерия и компоненты для оргтехники. Министр транспорта Нидерландов Ханья Май-Вегген уверяла, что никакого военного груза на борту самолёта не было, но выросшее впоследствии число обращений за медицинской помощью среди выживших заставило голландцев задуматься о том, могли ли на борту быть некие опасные вещества. В частности, данные о грузе, предоставленные авиакомпанией El Al, отличались от того, что собрала преемница на посту министра транспорта Аннемари Йорритсма. В 1998 году сотрудник авиакомпании El Al Нахман Климан (англ. Nachman Klieman, ивр. נחמן קלימן‎) заявил, что на борту рейса 1862 были некие опасные химические вещества, но первоначально отказывался комментировать назначение этих веществ. Газета «NRC Handelsblad» заявила, что на борту самолёта было около 190 литров диметил-метилфосфоната (помеченные как «легковоспламеняющаяся жидкость»), который мог применяться для производства зарина, а груз собирались доставить в Израиль по заказу Института биологических исследований в Тель-Авиве.
Споры о содержимом груза привели к обострению израильско-нидерландских отношений, и в итоге в 1998 году при нидерландском парламенте была создана специальная комиссия, которая возобновила проверку по факту катастрофы. По словам Тео Мейера, председателя парламентской комиссии, расследовавшей катастрофу рейса 1862, и её члена Тео ван ден Дула, из-за первоначальных неточных сообщений о предназначении груза в прессе появилось огромное количество теорий заговора, подкрепляемых тем, что разбившийся самолёт направлялся как раз в Израиль.
Пресс-атташе премьер-министра Израиля Биньямина Нетаньяху Авив Бушинский официально признал, что на борту рейса 1862 действительно был диметил-метилфосфанат, однако его собирались использовать исключительно для проверки противогазов и различных фильтров, используемых для защиты от химического оружия, а не для производства зарина. Представитель министерства обороны Израиля Дэн Вайнрайх (англ. Dan Weinreich, ивр. דן וויינרייך‎) заявил, что власти Нидерландов получили всю информацию о составе груза, и никаких нарушений в плане перевозки груза не было выявлено — все химикаты были произведены в американском штате Пенсильвания по лицензии, выданной Министерством торговли США. Согласно сайту CWInfo, количество диметил-метилфосфоната действительно было недостаточным для приготовления серьёзных объёмов зарина и годилось только для проверки методов обнаружения вредоносных химикатов и защиты одежды.

## Окончательный отчёт расследования
Окончательный отчёт расследования DSB был опубликован 24 февраля 1994 года. Согласно отчёту, причинами катастрофы стала цепь следующих фатальных событий:
- Во время взлёта все 4 двигателя самолёта работали на полную мощность, а давление на их кронштейны в этот момент было максимальным[15]. Одно крепление внутреннего третьего двигателя обламывается в результате нештатной поломки ломкого предохранителя, вызванной усталостью металла, а вслед за ним моментально обламывается и второе[2][44]. С момента последнего осмотра креплений на двигателе № 3, проведённого 17 июня 1992 года, самолёт совершил 257 циклов «взлёт-посадка»[60].
- Правый внутренний двигатель (№ 3) отрывается и доли секунды продолжает движение вперёд по инерции, затем летит назад и врезается в правый внешний двигатель (№ 4), крепления которого моментально обламываются. Кроме того, двигатель № 3 оторвал 10 метров кромки правого крыла, серьёзно повредив гидравлическую систему на правом крыле[2][44]. Управляемость самолётом в этот момент оценивалась от 60 до 70 %[61].
- Поврежденная консоль потеряла подъемную силу, что привело к крену самолёта вправо. Командиру удалось лишь ненадолго выровнять самолёт, причём это потребовало намного больших усилий, чем в обычной ситуации с поднятыми закрылками[16][уточнить], но последующее поднятие носа с целью погасить скорость привело к повторному крену вправо и неуправляемому пикированию[62], в результате чего самолёт с высоты 760 метров рухнул на жилой комплекс[2].

## Рекомендации по безопасности
Следователи DSB также установили, что это были не первые случаи отрыва двигателя вместе с кронштейнами на самолётах типа Boeing 707 и Boeing 747:
- 29 декабря 1991 года разбился рейс CI 358 авиакомпании China Airlines Cargo (самолёт Boeing 747, оторвались двигатели № 3 и № 4, погибли 5 человек).
- 31 марта 1992 года рейс TSN 671 авиакомпании Trans-Air Service был вынужден совершить аварийную посадку (самолёт Boeing 707, отрыв двигателей № 3 и № 4, погибших нет).
- 25 апреля 1992 года был вынужден вернуться в аэропорт вылета рейс авиакомпании Tampa Colombia (самолёт Boeing 707, оторвался двигатель № 3, погибших нет)[64].

В связи с этими инцидентами DSB порекомендовал провести ряд мер не только технического характера, связанных с технологиями крепления двигателей на крыле и целостностью структуры самолёта, но и организационного характера — в частности, внести изменения в подготовку пилотов, чтобы в будущем при подобных ситуациях можно было предотвратить гибель гражданских лиц на земле, и заняться дополнительным обучением диспетчеров и спасательных служб, чтобы повысить слаженность их работы при угрозе повторения подобной ситуации.
В связи с катастрофой в Амстердаме американский NTSB также вынес ряд рекомендаций по повышению безопасности полётов Boeing 747, связанных с креплением двигателей к крылу. В частности, NTSB потребовал проводить проверку всех предохранителей и кронштейнов на предмет трещин через каждые 100 циклов «взлёт-посадка», а не через 500, как было ранее. Производителям двигателей было предписано срочно заменить дефектные предохранители на всех самолётах, а также начать проводить ультразвуковую проверку креплений к двигателю на предмет наличия возможных трещин.

## Мемориалы

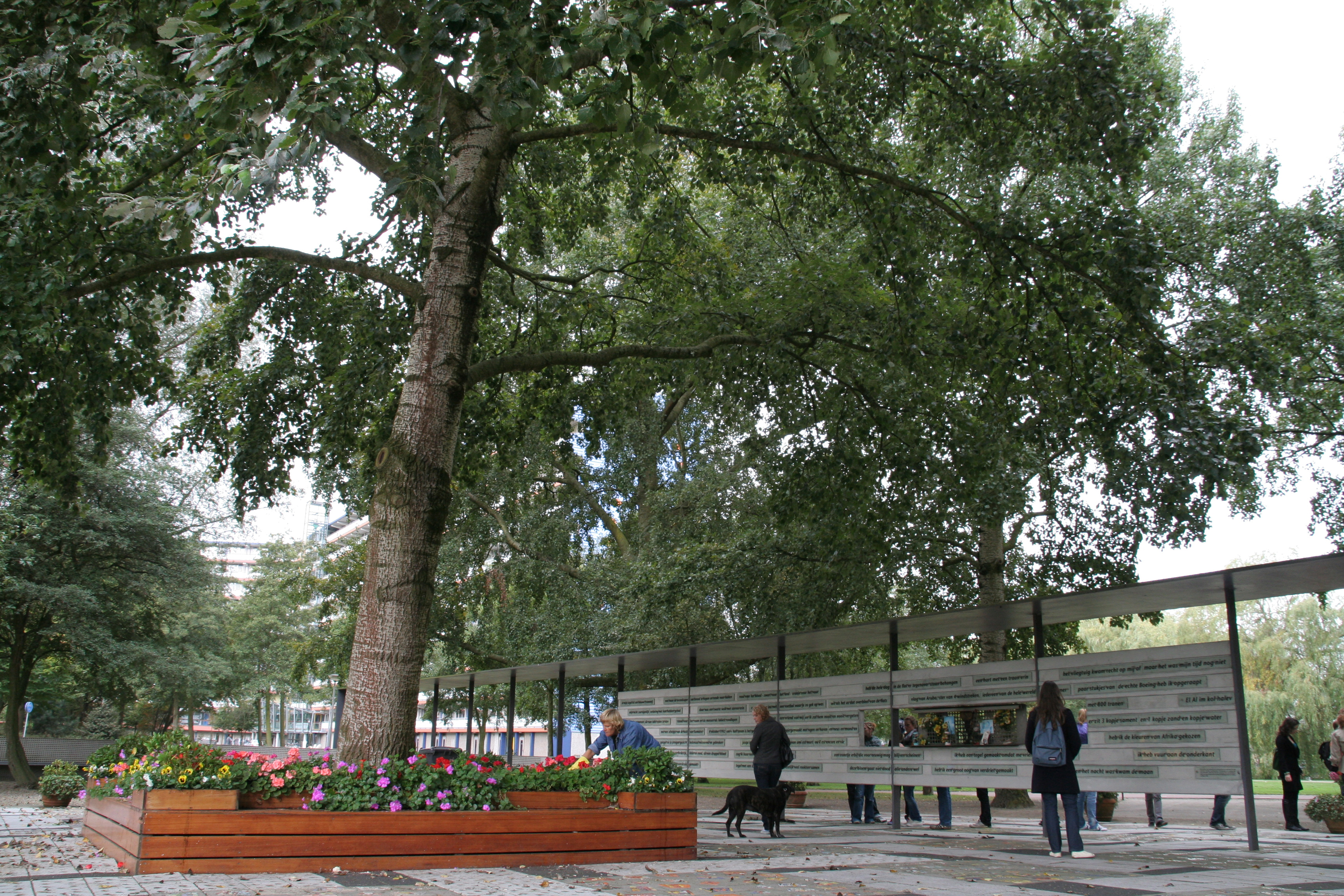
«Дерево, которое видело всё»

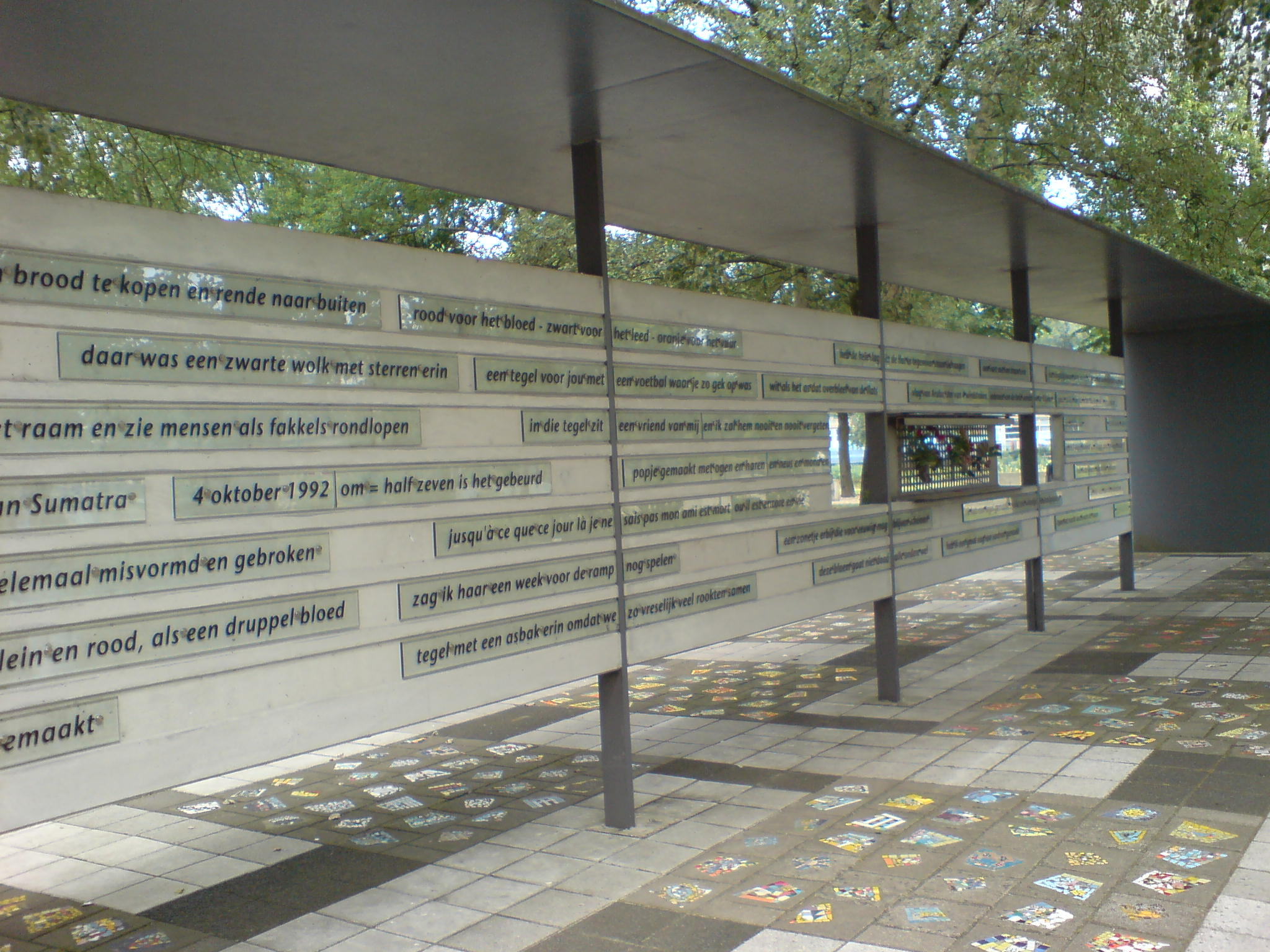
Мемориал авторства Херцбергера и Декомба

Оба крыла здания, разрушенного в результате падения самолёта, были снесены. Мемориал, разработанный архитекторами Германом Херцбергером и Жоржем Декомбом, был построен и открыт в 1993 году возле места катастрофы с перечислением имён всех 43 погибших.
Дерево, которое находилось рядом с местом катастрофы и уцелело, получило в Амстердаме прозвище «Дерево, которое видело всё» (нидерл. De boom die alles zag), к нему люди также приносят цветы. Каждый год в день падения рейса 1862 проводится поминальная служба, а над районом в течение 1 часа самолётам запрещается летать из уважения к погибшим.
В 2017 году, в 25-ю годовщину катастрофы, был открыт ещё один мемориал, посвящённый одному из жителей «Груневена», который во время пожара спас 10-летнего ребёнка.

## Культурные аспекты
- Катастрофа рейса 1862 El Al показана в двух документальных сериалах телеканала «National Geographic Channel» — Секунды до катастрофы (2-й сезон, серия 15 Авиакатастрофа в Амстердаме) и Расследования авиакатастроф (15-й сезон, серия Снежный ком).
- Катастрофа упоминается в книге И. А. Муромова «100 великих авиакатастроф» в главе Самолёт «Боинг-747» упал на пригород Амстердама.
- В 2013 году был снят художественный фильм «Из ниоткуда» (нидерл. In Het Niets) по мотивам событий авиакатастрофы, в котором представлена судьба двух нелегальных мигрантов из Ганы, проживавших в «Груневене» на момент катастрофы[69].

## Аналогичные авиакатастрофы
- Катастрофа DC-10 в Чикаго
- Катастрофа Boeing 747 под Тайбэем
- Катастрофа Boeing 747 под Бишкеком
- Катастрофа Ан-124 в Иркутске

### Комментарии
1. ↑  Здесь и далее указано Центральноевропейское летнее время — CEST